# Рагу

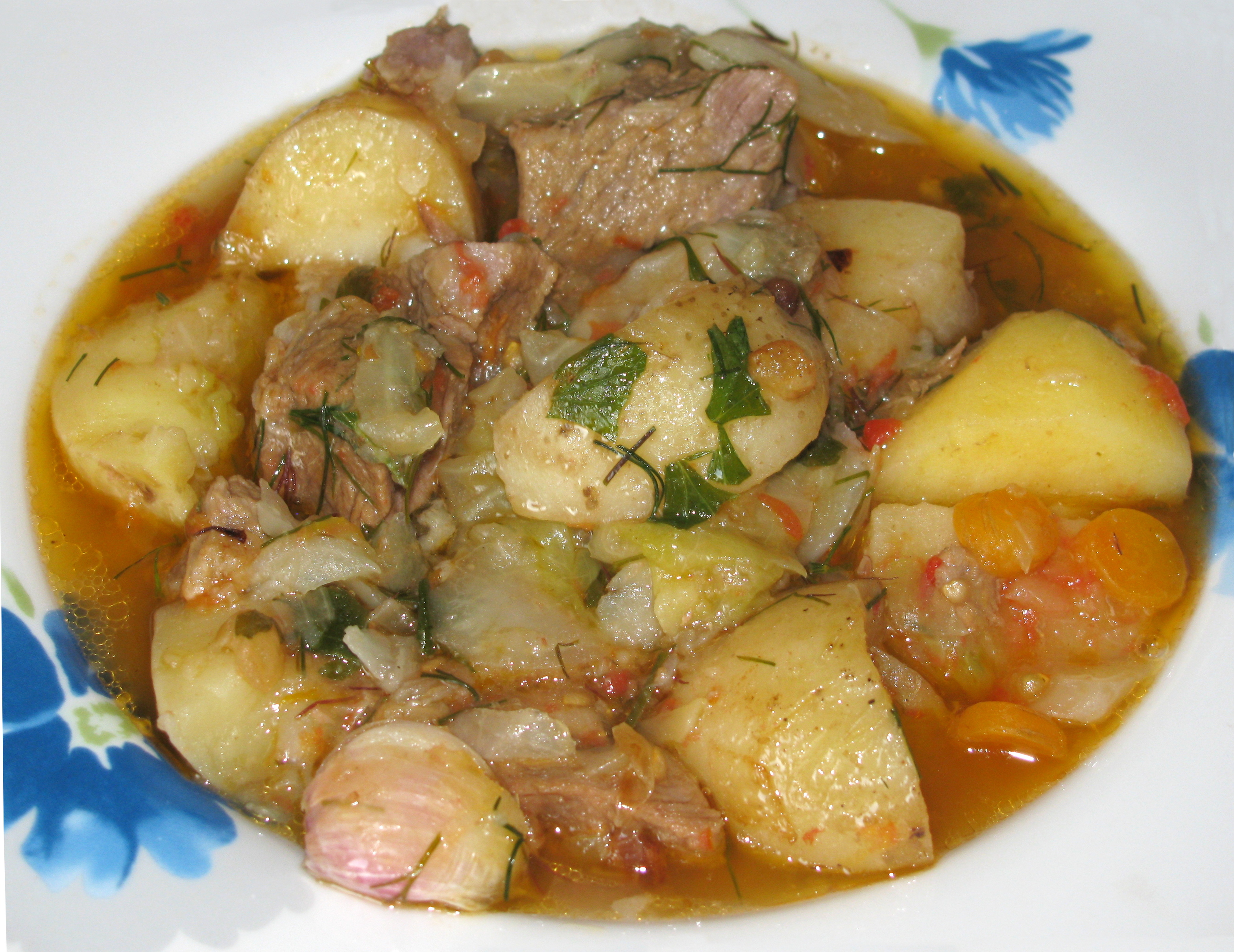
Рагу з яловичини та овочів

Рагу́ (фр. ragoût від ragoûter — «привертати апетит, смак», від goût — «смак») — страва з тушкованого м'яса, домашньої птиці, дичини чи риби, овочів у підливі.
Існують два основних типи рагу — коричневе та біле. Коричневе готують з м'ясом, попередньо обсмаженим в жирі з борошном, а біле з м'яса без попереднього його смаження.

## Відмінності у значенні поняття рагу в кухнях світу
У ширшому сенсі, рагу можна назвати будь-які продукти харчування, попередньо подрібнені та тушковані як єдина страва або додаток у вигляді соусу, такі, як французькі рататуй з Провансу та фрикасе (fricassée), польський бігос (bigos) італійський соус Болонезе (ragu alla Bolognese) чи рагу алла Наполетана (ragu alla Napoletana), угорський перкельт (pörkölt), українську душенину (печеню) та інші популярні в Європі страви.

## Приклади рецептів
Рагу з овочів
На 400—500 г картоплі 400—500 г інших овочів, 1 ст. ложку борошна, 2 ст. ложки жиру.
Для рагу можна використати різні овочі залежно від сезону — моркву, ріпу, брукву, капусту (звичайну, цвітну), стручкову квасолю, ріпчасту цибулю та картоплю.
Очищені, вимиті овочі нарізати великими кубиками, дрібну цибулю залишити цілими голівками. Моркву, ріпу, брукву тушкувати, капусту і квасолю відварити у воді, картоплю і цибулю обсмажити з жиром. Окремо на сковороді підсмажити борошно, розвести відваром від тушкованих або варених овочів, додати дрібно нарізаних томатів та прокип'ятити.
Соусом залити підготовлені овочі, складені в одну каструлю, додати солі, перцю, лавровий лист, 3-4 шт. гвоздики, шматочок кориці, накрити каструлю кришкою і тушкувати 15-20 хв..
Подаючи, овочі посипати зеленню петрушки.

Рагу з овочів з квасолею
На 1 склянку квасолі — 500 г овочів та картоплі, 1 ст. ложку борошна, 2 ст. ложки жиру.
Готують так само, як і рагу з самих овочів, але додають варену квасолю.

 Рагу по-українськи 

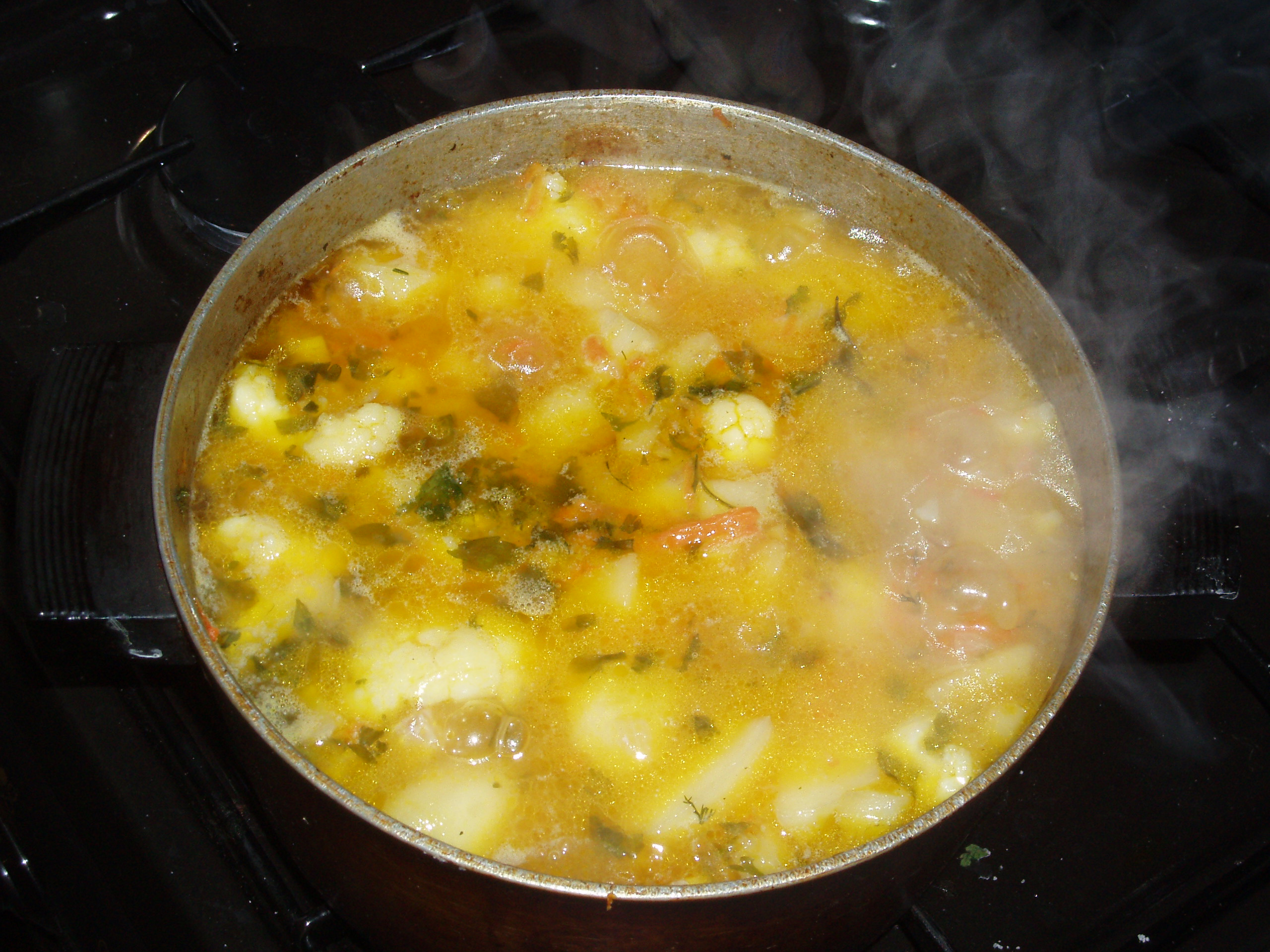
«Рагу по-українськи»

В Україні рагу (принаймні, саме під такою назвою) є переважно стравою міської кухні. Практично завжди під рагу розуміють м'ясне рагу з овочами. В цілому, підхід в українській кухні є близьким до приготування рагу в ірландській кухні — всі інгредієнти беруться, зазвичай, в рівних пропорціях. Також в українській кухні рагу є, в принципі, сезонною стравою.
Традиційними інгредієнтами овочево-м'ясного «рагу по-українськи» є: м'ясо (може бути і попередньо обсмаженим, як у поляків), картопля, кабачки, морква, рідше — баклажани, болгарський перець, гриби тощо. Превалюювання якогось одного продукту або застосування у рагу інших інгредієнтів (скажімо, томатів, або цибулі, різноманітних соусів), зазвичай, означатиме приготування страви, що має свою власну, іншу ніж рагу, назву. Тобто головним для українського рагу лишається варіння м'яса з овочами у власному соку.

## Виноски
1. ↑  Словник іншомовних слів (за ред. О. С. Мельничука)., К.: ГР УРЕ, 1975, стор. 562